# Яндекс Почта
Я́ндекс По́чта — бесплатная служба электронной почты от компании Яндекс. Запущена 26 июня 2000 года. Присутствует автоматическая фильтрация спама при помощи другого продукта компании — «Спамообороны», а также проверка писем на вирусы с помощью антивируса Dr.Web. Система также имеет возможность перевода писем с иностранных языков.

## История
Служба электронной почты Яндекс.Почта была запущена 26 июня 2000 года.

### 2009 год
В сентябре 2009 года Яндекс выпустил мобильный клиент для Яндекс.Почты для платформ Java, Symbian и Windows Mobile. Впоследствии приложение стало доступно для платформ iOS и Android.
В октябре 2009 года был запущен бесплатный сервис Яндекс.Почта для домена, позволявший создать до 100 почтовых аккаунтов в одном домене.
С ноября года в Яндекс.Почте начала работать проверка орфографии.[значимость факта?]
В декабре в Яндекс.Почту был интегрирован RSS-агрегатор Яндекс.Лента в виде Подписок.[значимость факта?]

### 2010 год
В мае 2010 года были запущены индивидуальные спам-фильтры. С этого момента к входящей почте, кроме общих правил фильтрации, стали применяться также персональные. При составлении персональных правил учитываются нажатия пользователем кнопок «Это спам!» и «Это не спам».[значимость факта?]
В июле Студия Артемия Лебедева выпустила седьмой по счёту веб-интерфейс службы Яндекс.Почта.

### 2011 год
В июле 2011 года в Яндекс.Почте появилась возможность перевода писем.
В октябре в Яндекс.Почте появилась «отложенная отправка», позволяющая указать любую дату и время в пределах года от текущего дня, когда письмо должно быть отправлено.[значимость факта?]
С июля Яндекс.Почта получила способность напоминать о письмах, оставшихся без ответа.[значимость факта?]

### 2012 год
В апреле 2012 года внутри Яндекс.Почты был запущен сервис для облачного хранения файлов — Яндекс.Диск.
В мае набор языков, доступных для перевода в Яндекс.Почте, расширился до семи: к английскому, польский, турецкий и украинскому добавились немецкий, французский и испанский.
По данным аналитической компании Comscore, приведённым на июнь 2012 года, Яндекс.Почта с 25,1 млн пользователей вошла в пятёрку наиболее популярных в Европе электронных почтовых служб, показав наивысшие в пятёрке темпы роста аудитории.
|                        | Июнь 2012 | Прирост аудитории % |
| ---------------------- | --------- | ------------------- |
| Уникальных посетителей | 25,143    | +37 %               |
| Минут на посетителя    | 17.1      | +58 %               |

25 октября пользователям сервиса был предложен новый интерфейс почты, названный Trinity.[значимость факта?]
13 декабря управлять Яндекс Почтой стало возможным с помощью клавиатуры.[значимость факта?]

### 2013 год
21 февраля 2013 года Яндекс.Почта сообщила о возможности бесплатной отправки копии письма прямо на мобильный телефон адресата.
22 апреля в Яндекс.Почте появились шаблоны писем. Теперь пользователи, которые часто отправляют однотипные письма, получили возможность создать шаблон и отправлять именно его.[значимость факта?]
27 июня была представлена технология «Маркер», позволяющая службе Яндекс.Почта распознавать несколько типов входящих писем (сообщение от человека, уведомление из соцсетей, регистрация на авиарейс, рассылка от скидочного сервиса) и предлагать пользователям специальные инструменты для работы с ними.
9 июля стало возможным прикреплять файлы к письму из Яндекс Диска.
11 июля была запущена бета-версия интерфейса для коллективного написания и редактирования сообщений «Живые письма».
5 сентября Яндекс Почта сделала подарок хоккейным болельщикам к началу нового сезона КХЛ. Установив специальную тему, можно быть в курсе последних результатов своей любимой команды.
9 октября почтовый сервис стал поддерживать специальную разметку по стандарту WAI-ARIA. Она позволяет людям с ослабленным зрением пользоваться сервисом с помощью программ экранного доступа.
4 ноября Яндекс запускает сервис для исследования почтовых рассылок под названием «Почтовый офис».
28 ноября Яндекс Почта начала поддерживать шифрование при отправке писем на другие сервисы.
С 11 декабря в Яндекс.Почте в качестве логина стало возможным использовать свой номер телефона.
В 2013 году через Яндекс.Почту проходило около 130 млн писем в сутки.

### 2015 год
3 февраля 2015 года проект «Мои подписки» был переформатирован: из «Яндекс Почты» он был перенесён в «Яндекс Новости», где получил название «Мои новости». При этом функциональность была резко сокращена: записи не отмечаются как прочитанные, их нельзя свернуть, читать записи можно, только начиная с последних.[значимость факта?]
13 февраля появилась возможность быстро прикреплять к письмам файлы из папки «Почтовые вложения» на Яндекс.Диске, в которой хранятся присланные файлы.[значимость факта?]
24 февраля изменился просмотр изображений в мобильной браузерной версии Яндекс.Почты. Теперь изображения можно быстро пролистывать и увеличивать движением пальцев, появилась кнопка сохранения (на Android кнопка Сохранить загружает оригинал на смартфон, а на iOS открывает изображение в соседней вкладке).[значимость факта?]
2 апреля была выпущена новая версия мобильного приложения Яндекс Почта для iPhone: изменён интерфейс, а также добавлены новые возможности.[значимость факта?]
15 апреля добавлена возможность поделиться документом прямо из Почты.[значимость факта?]

### 2016 год
27 июня 2016 года в переводчике стали доступны 40 языков.
3 августа в мобильной браузерной версии Яндекс Почты появилась возможность отменять случайное, только что совершенное, удаление писем (кнопка «Отменить»).[значимость факта?]

### 2017 год
30 октября расширены возможности поиска писем.[значимость факта?]
В декабре 2017 года была выпущена бета-версия мобильного приложения Яндекс.Почта для Android. Особенностью первой версии является возможность добавить в приложение почтовые аккаунты сервисов Mail.RU, Gmail, Hotmail и Outlook.
В марте 2018 года эта в возможность приложении была официально включена в мобильное приложение для Android и iOS.

### 2020 год
28 сентября 2020 года была представлена Яндекс.Почта 360 — набор сервисов, объединённый общим интерфейсом. В число сервисов вошли Яндекс.Почта, Яндекс.Диск, Яндекс.Календарь, Яндекс.Телемост, Яндекс.Мессенджер и Яндекс.Заметки. Изначально Яндекс.Почта 360 была запущена в тестовом режиме. При переключении на новый интерфейс пользователи бесплатно получали 20 ГБ дискового пространства в облачном хранилище сервиса Яндекс.Диск.

## Правовое регулирование
В соответствии с «Законом о блогерах» сайт был признан организатором распространения информации и 12 сентября 2015 года внесён в соответствующий реестр под номером 1-РР. 29 июля 2017 года данный закон был отменён.

## Яндекс.Почтадля домена
Владельцы собственных доменных имён могут интегрировать приём электронных писем на почтовый адрес вида «имя_пользователя@доменное_имя_владельца» или «номер_телефона@доменное_имя_владельца», пользуясь при этом всеми возможностями обычной Яндекс Почты. Данная услуга является бесплатной.
После подключения своего домена к системе Яндекс Почты владелец данного домена получает:
- Необходимое количество почтовых ящиков (по умолчанию 1000, для получения большего количества ящиков необходимо подать заявку).
- Веб-интерфейс для управления почтовыми аккаунтами (блокировка старых учётных записей и заведение новых, смена паролей и другое).
- Возможность установить логотип своей организации в веб-интерфейсе.
- Неограниченный объём почтового ящика.
- Систему защиты от спама и вирусов.
- Доступ к почте через веб-интерфейс (с любого компьютера) и почтовые программы по протоколам SMTP/POP3/IMAP.
- Доступ к почте с мобильных устройств.
- Календарь для организации рабочего дня, расписания встреч и ведения списков дел.
- Инструменты для работы с письмами в веб-интерфейсе (например, просмотр «офисных» документов, скачивание всех файлов одним архивом, фильтры и метки для удобства сортировки корреспонденции).
- Различные дополнительные возможности (например, создание алиаса).

### Яндекс Коннект
В 2017 году заработал расширенный сервис для организаций Яндекс.Коннект, также включающий в себя Почту для домена.

## Особенности
- Информацию об организации, от которой пришло письмо, можно увидеть прямо в письме.
- Объём почтового ящика на Яндекс Почте не ограничен.
- Вместо обычного переключения между страницами писем в Яндекс Почте — «таймлайн», с помощью которого можно просматривать письма за нужный месяц или год. Все письма разворачиваются на одной странице.
- В Яндекс Почту интегрирован Яндекс Диск, на котором можно хранить 10 Гб файлов.
- На странице чтения письма можно быстро просмотреть все файлы или ссылки из переписки с собеседником.
- Можно просматривать прикрепленные к письму файлы прямо в интерфейсе Почты.